# GSD Porto Torres
Pour les articles homonymes, voir GSD.
Le GSD Porto Torres est une équipe de basket-ball en fauteuil roulant italienne actuellement localisée à Porto Torres, en Sardaigne.
Le club est créé en 1996 et monte l'année suivante en Serie A1. Il participe quatre années de suite aux play-offs du championnat italien, avec les ténors de Santa Lucia, Anmic Sassari et Briantea84 Cantù. Si le palmarès national reste vierge, il est tout de même garni par deux titres européens en 2003 et 2013, et plusieurs autres podiums.

## Palmarès
International
- Coupe des Clubs Champions (EuroCup 1) :
  - 2005 :  3e place
  - 2015 : 7e place[5]
  - 2016 : 7e place[6]
  - 2017 : 1/4 de finale (4e du groupe B)[7]
  - 2023 : 1/4 de finale (4e du groupe A)
  - 2024 : 1/4 de finale (4e du groupe B)
- Coupe André Vergauwen (EuroCup 2) :
  - 2003 :  Champion d'Europe
  - 2022 : 6e place
- Coupe Willi Brinkmann, puis Euroligue 2 depuis 2018 (EuroCup 3) :
  - 2011 :  Vice-champion d'Europe[8]
  - 2013 :  Champion d'Europe[9]
  - 2014 :  Vice-champion d'Europe[10]
  - 2018 : 8e place[11]
  - 2025 : 4e place
- Challenge Cup (EuroCup 4) :
  - 2012 :  Vice-champion d'Europe[12]

## Rivalité régionale
La Sardaigne est également le siège de l'Anmic Sassari, club installé dans la ville voisine de Sassari.